# كايتلين برنارد
كايتلين برنارد هي ممثلة كندية، ولدت في 28 نوفمبر 2000 في كندا.

## وصلات خارجية
- كايتلين برنارد على موقع IMDb (الإنجليزية)
- كايتلين برنارد على موقع روتن توميتوز (الإنجليزية)
- كايتلين برنارد على موقع قاعدة بيانات الأفلام العربية
- كايتلين برنارد على موقع ألو سيني (الفرنسية)
- كايتلين برنارد على موقع قاعدة بيانات الفيلم (الإنجليزية)
- كايتلين برنارد على موقع كينوبويسك (الروسية)